# Альмахано
Альмахано (ісп. Almajano) — муніципалітет в Іспанії, входить у провінцію Сорія у складі автономного співтовариства Кастилія-і-Леон. Муніципалітет розташований у складі района (комарки) Кампо-де-Гомара. Площа 9,90 км². Населення 211 чоловік (на 2006 рік).

Альмахано на мапі провінції Сорія

| Іспанія | Це незавершена стаття з географії Іспанії. Ви можете допомогти проєкту, виправивши або дописавши її. |